# Queige
Queige es una comuna y población de Francia, en la región de Ródano-Alpes, departamento de Saboya, en el distrito de Albertville y cantón de Beaufort-sur-Doron.
Está integrada en la Communauté de communes Confluences.

## Demografía
| 934 | 758 | 667 | 642 | 716 | 735 |
| Para los censos de 1962 a 1999 la población legal corresponde a la población sin duplicidades (Fuente: INSEE [Consultar]) |     |     |     |     |     |